# 山崎敏夫 (歌人)
山崎 敏夫（やまざき としお、1901年7月30日 - 1978年4月3日）は、日本の歌人・国文学者。愛知県立大学元学長、同大名誉教授。勲二等瑞宝章受章者。

## 略歴
東京出身。第八高等学校卒、1926年京都帝国大学文学部国文科卒。八高時代石井直三郎に師事し、歌誌「青樹」を経て「水甕」（尾上柴舟）所属。愛知県立第一高等女学校（愛知県立明和高等学校の前身の一つ）校長などを経て、愛知県立女子大学教授、1964年学長、1966年愛知県立大学学長を務めた。1969年定年退官、名誉教授となり、椙山女学園大学短期大学部教授を務め、1977年退職。1972年勲二等瑞宝章受章。学者としての専門は『新古今和歌集』。

## 著書
- 『春の鋪道 短歌集』水甕社 水甕叢書 1928
- 『花火 歌集』水甕社 水甕叢書 1932
- 『古今和歌集新釋』正文館書店 1947
- 『更級日記新釋』正文館書店 1947
- 『新古今和歌集新釈』正文館書店 1947
- 『新古今集 新釈註』 (新釈註国文叢書)桜井書店 1953
- 『歌集 ゆき』1961 水甕叢書
- 『新古今私説』 (国語国文学研究叢書) 桜楓社 1976
- 『近代短歌の鑑賞』笠間書院 1979
- 『東明微茫 山崎敏夫遺稿集』山崎敏夫先生記念会編、桜楓社 1979

### 校注・編纂
- 『明治大正短歌選』編 中西書房 1928
- 東常縁『新古今和歌集聞書』校 水甕社 1935
- 『新註新古今和歌集 四季』石井直三郎共編 白帝社 1935
- 『日本古典文学大系 第28  新古今和歌集 底本は小宮堅次郎蔵本』久松潜一、後藤重郎共校注 岩波書店 1958
- 『中世和歌とその周辺』編 笠間書院 笠間叢書 1980

## 作詞
- 高校
  - 愛知県立猿投農林高等学校 校歌
  - 愛知県立西尾実業高等学校 校歌
  - 愛知県立岩津高等学校 校歌
  - 愛知県立常滑高等学校 校歌
  - 愛知県立名古屋西高等学校 校歌
  - 愛知県立愛知商業高等学校 校歌
  - 愛知県立尾北高等学校 校歌
  - 愛知県立一色高等学校 校歌
  - 愛知県立惟信高等学校 校歌
  - 愛知県立祖父江高等学校 校歌
  - 愛知県立知立高等学校 校歌
  - 愛知県立緑丘商業高等学校 校歌
  - 愛知県立吉良高等学校 校歌
  - 愛知県立衣台高等学校 校歌
  - 愛知県立天白高等学校 校歌
  - 名古屋市立工芸高等学校 校歌
  - 名古屋市立北高等学校 校歌
  - 岐阜県立大垣高等学校 校歌
- 中学校
  - 名古屋市立瑞穂ヶ丘中学校 校歌
  - 名古屋市立豊国中学校 校歌
  - 名古屋市立南光中学校 校歌
  - 名古屋市立丸の内中学校 校歌
  - 名古屋市立志賀中学校 校歌
  - 名古屋市立浄心中学校 校歌
  - 名古屋市立日比野中学校 応援歌
  - 蒲郡市立塩津中学校 校歌
  - 稲沢市立大里中学校 校歌
  - 江南市立布袋中学校 校歌
  - 小牧市立北里中学校 校歌
  - 扶桑町立扶桑中学校 校歌
  - 新川町立新川中学校 校歌
  - 西枇杷島町立西枇杷島中学校 校歌
  - 西春町立白木中学校 校歌
  - 北方村立北方中学校 校歌
  - 大口村立大口中学校 校歌
  - 豊山村立豊山中学校 校歌
  - 春日村立春日中学校 校歌
- 小学校
  - 名古屋市立瀬古小学校 校歌
  - 名古屋市立荒子小学校 校歌
  - 名古屋市立東山小学校 校歌
  - 名古屋市立高田小学校 校歌
  - 名古屋市立千鳥小学校 校歌
  - 名古屋市立千種小学校 校歌
  - 常滑市立大野小学校 校歌
  - 桑名市立桑部小学校 校歌
  - 東浦町立生路小学校 校歌
  - 清州町立清洲小学校 校歌
  - 師勝町立師勝小学校 校歌
  - 西春町立鴨田小学校 校歌
  - 西枇杷島町立古城小学校 校歌
  - 春日村立春日小学校 校歌